# San Nicolás de la Torre
San Nicolás de la Torre är en ort i Mexiko.   Den ligger i kommunen Amealco de Bonfil och delstaten Querétaro Arteaga, i den sydöstra delen av landet, 120 km nordväst om huvudstaden Mexico City. San Nicolás de la Torre ligger 2 428 meter över havet och antalet invånare är 1 058.
Terrängen runt San Nicolás de la Torre är kuperad söderut, men norrut är den platt. Terrängen runt San Nicolás de la Torre sluttar söderut. Runt San Nicolás de la Torre är det ganska tätbefolkat, med 111 invånare per kvadratkilometer. Närmaste större samhälle är Amealco, 13,0 km norr om San Nicolás de la Torre. I omgivningarna runt San Nicolás de la Torre växer huvudsakligen savannskog.